# I cavalieri del cross
I cavalieri del cross è un film per la televisione italiano, diretto da Stefania Casini e prodotto da Paravalley e Reteitalia. Girato nel 1988, è stato trasmesso per la prima volta in prima serata su Italia 1 il 23 aprile 1990, all'interno del ciclo cinematografico a tema sportivo "Vincere per vincere".

## Trama
Il giovane campione di motocross Marco (Giuseppe Pianviti) decide di abbandonare l'attività agonistica in seguito alla morte di un compagno di squadra durante una gara. Convinto dal presidente della sua squadra sportiva a tornare a gareggiare, si trova a rivaleggiare con il figlio del presidente, arrogante e viziato, che tenta in tutti i modi di ostacolarne la vittoria, anche minacciando di denunciare la sorella di Marco per aver partecipato, in passato, ad uno scippo.